# Le Rosaire (film)
Pour les articles homonymes, voir Rosaire (homonymie).
Pour plus de détails, voir Fiche technique et Distribution.
Le Rosaire est un film français réalisé par Tony Lekain et Gaston Ravel d'après le roman de Florence L. Barclay, sorti en 1934.

## Synopsis
Jeanne de Champel est une femme belle, riche, intelligente et du meilleur monde. Par indépendance, elle n'a jamais voulu se marier. Elle a dépassé les limites de la première jeunesse. Parmi ses relations, Gérard Delaval, un ami plus jeune, s'éprend d'elle en l'entendant chanter la romance « Le Rosaire. » Il la demande en mariage, mais Jeanne refuse à cause de la différence d'âge. Désespéré, Gérard s'en va. Pour l'oublier car elle l'aime, Jeanne part pour un long voyage.

## Fiche technique
- Titre : Le Rosaire
- Réalisation : Tony Lekain, Gaston Ravel
- Scénario : Alexandre Bisson, Gaston Ravel, d’après le roman Le Rosaire de Florence L. Barclay.
- Photographie : Jean Bachelet
- Musique : Franck Riss
- Productions : Florcal-Films
- Sociétés de distribution : Pathé Consortium Cinéma
- Pays d'origine :  France
- Langue : français
- Format : noir et blanc - Son : mono - 9,5 mm
- Genre : Drame
- Durée : 95 minutes
- Dates de sortie : 
  - France : 26 octobre 1934

## Distribution
- Louisa de Mornand : Jeanne de Champel
- André Luguet : Gérard Delaval
- Hélène Robert : Pauline Lister
- Charlotte Lysès : la duchesse de Miremont
- Camille Bert : Docteur Grand
- Pierre Juvenet : Firmin
- Jean Rousselière : Bob de Lanzac
- Georges Flateau : Docteur Maréchal

## Musique
- Dans tes bras...Doucement - Valse du film Le Rosaire. Créée et chantée par Lys Gauty, Musique : Frank Riss ; paroles : A. Farel.

## Réception critique
Louisa de Mornand et le film reçoivent une réception positive de la part de la critique.

## Autres adaptations
- 1922 : The Rosary, film muet américain de Jerome Storm, avec Lewis Stone, Jane Novak et Wallace Beery.
- 1931 : The Rosary, film américain de  Guy Newall, avec Margot Grahame, Elizabeth Allan et Walter Piers.